# Diana Darczija
Diana Darczija (ur. 18 października 1977) – gruzińska szachistka, arcymistrzyni od 1998 roku.

## Kariera szachowa
Do 1997 r. wielokrotnie startowała w mistrzostwach świata i Europy juniorek w różnych kategoriach wiekowych, trzykrotnie w barwach radzieckich zdobywając medale MŚ: dwa złote (Aguadilla 1989 – do 12 lat, Fond du Lac 1990 – do 14 lat) oraz srebrny (Warszawa 1991 – do 14 lat). W kolejnych latach nie osiągnęła znaczących sukcesów, aż do przełomu 1997 i 1998 roku, kiedy to zanotowała wzrost rankingowy o 270 punktów (z 2175 w dniu 01.01.1998 na 2445 w dniu 01.07.1998), co jest rzadko spotykanym osiągnięciem. Wynik ten (2445 na liście w dniu 01.07.1998) dawał jej wówczas 16. miejsce na światowej liście FIDE oraz 3. wśród gruzińskich szachistek. Tak wysoka pozycja zaowocowała udziałem w turniejach wyższej rangi, jednakże starty te okazały się nieudane (ostatnie miejsca w Groningen 1998 i Moskwie 1999 oraz odległa lokata w turnieju strefowym w Tbilisi 1999). Pod koniec 1999 r. wystąpiła w drugiej reprezentacji Gruzji na drużynowych mistrzostwach Europy w Batumi, ale był to kolejny nieudany występ (rozegrała tylko 2 partie z niżej notowanymi przeciwniczkami, obie przegrywając), po czym wycofała się z udziału w turniejach klasyfikowanych przez Międzynarodową Federację Szachową.